# Judy Goldsmith
Judy Goldsmith est une professeur et militante féministe américaine. Elle fut présidente de la National Organization for Women (NOW) de 1982 à 1985, la plus grande organisation féministe des États-Unis. Elle travailla en tant que professeur d'anglais dans les universités américaines. Judy Goldsmith est également membre honoraire du conseil d'administration de l'association Veteran Feminists of America, dont le siège se trouve à Phoenix, en Arizona.

## Enfance et Études
Judith Ann Becker est née le 26 novembre 1938 à Manitowoc, dans le Wisconsin. Son père ne subvient pas aux besoins de la famille et laisse sa mère et ses cinq frères et sœurs se débrouiller seuls. Après le divorce de ses parents, sa mère travaille dans une usine pendant vingt-cinq ans pour subvenir aux besoins de la famille, alors qu'elle n'a qu'une huitième année d'études. Les Becker grandissent dans la pauvreté et vivent pendant un certain temps dans un poulailler reconverti, sans eau courante et avec un vieux poêle en bois. Après avoir terminé ses études secondaires en 1957, Becker reçoit une bourse qui lui permet de s'inscrire à l'université du Wisconsin à Stevens Point, où elle étudie la musique, le chant et le piano, mais se passionne pour la littérature et les langues, ce qui lui permet d'obtenir une licence d'anglais. Pendant ses études à l'université de Wisconsin-Stevens Point, Judy Becker rencontre et épouse Dick Goldsmith, dont elle aura une fille, Rachel. Judy Goldsmith obtient également une maîtrise à l'université d'État de New York à Buffalo.

## Organisation Nationale pour les femmes (NOW)

### Carrière
Lorsque Judy est entrée sur le marché du travail en 1950, il y avait de nombreuses annonces pour les hommes et très peu pour les femmes, ce qui désavantageait considérablement les femmes en termes d'opportunités d'emploi. Les annonces, décrites par Judy, étaient destinées aux femmes et se lisaient comme suit : "Besoin d'une femme séduisante, réceptionniste" : Femme séduisante, réceptionniste" par exemple.
Goldsmith a commencé sa carrière en tant que professeur d'anglais à l'université du Wisconsin et s'est impliquée dans NOW peu de temps après. Elle et sa sœur se sont engagées ensemble dans NOW en 1974, après avoir été invitées par une amie à y participer. Après quelques mois de participation, Judy a été élue présidente de la section du comté de Manitowoc dans le Wisconsin, qui est devenue la première organisation NOW à l'échelle de l'État. Judy a joué un rôle important dans le développement du chapitre de l'État et a ensuite été élue présidente du chapitre de l'État. Quinze ans plus tard, elle est devenue une dirigeante nationale de NOW et a déménagé à Washington, D.C.
En 1982, alors que Goldsmith était à la tête de NOW, l'organisation a réussi à augmenter le nombre de femmes siégeant dans les assemblées législatives des États. Goldsmith a préconisé une orientation plus partisane pour la NOW, auparavant plus inclusive, et a adopté des positions libérales sur des questions telles que les politiques reaganiennes. Au cours de la même année, NOW a soutenu de manière controversée Frank Lautenberg, l'opposant démocrate masculin au Sénat de Millicent Fenwick, la députée féministe républicaine du New Jersey, en raison du soutien de Fenwick au programme économique de Reagan, malgré ses positions en faveur des droits des femmes. Lautenberg a battu Fenwick d'une courte tête. Goldsmith estimait qu'une grande partie de la discrimination avait des racines dans l'économie et les questions de survie. Pendant son mandat, elle a également travaillé avec Coretta Scott-King sur la marche de 1983 commémorant le 20e anniversaire de l'historique "Marche sur Washington" de Martin Luther King Jr.

### Smeal contre Goldsmith
Eleanor Smeal était la prédécesseur de Judy Goldsmith en tant que présidente de NOW ainsi que son mentor. Smeal a soutenu Goldsmith lors des élections de 1982, en partie parce que Smeal n'était pas elle-même rééligible. Smeal a officieusement soutenu l'ensemble de la liste de Goldsmith, l'objectif étant d'approuver et, espérons-le, de poursuivre les politiques de Smeal. Un article paru en 1982 dans le Washington Post considère la victoire de Goldsmith comme "une affirmation des politiques qui ont fait de NOW la principale voix du pays en matière de droits des femmes, malgré l'incapacité du groupe, l'année dernière (1981), à obtenir la ratification de l'Equal Rights Amendment (ERA)" sous la direction de Smeal. Deux autres membres de la liste de Goldsmith, Alice Chapman et Mary Jean Collins, sont élues avec le soutien officieux de Smeal. Cependant, les autres postes au sein de l'organisation n'ont pas tous été pourvus par la liste dirigée par Goldsmith, ce qui n'a pas permis de savoir clairement ce que les délégués votants pensaient de la direction passée de Smeal, puisque le poste de vice-président exécutif a été remporté par une indépendante, l'avocate Barbara Timmer, qui s'était engagée à adopter une approche plus large et plus militante que celle de Smeal, et que le poste de secrétaire a été remporté par Kathy Webb, qui était également une indépendante.
Au fur et à mesure que la présidence de Goldsmith se poursuivait, le soutien initial de Smeal semblait s'estomper, des rumeurs et des spéculations faisant état d'une nouvelle candidature de Smeal à la présidence. Lorsque Smeal annonça qu'elle se présentait aux élections de 1985, elle déclara que c'était parce qu'elle pensait que Goldsmith était trop modéré et ne se concentrait pas sur les questions qui lui tenaient à cœur. Goldsmith rencontrait souvent des hommes politiques et estimait que des progrès ne pourraient être réalisés que lorsque des femmes seraient élues à des postes politiques. Sur les questions de l'avortement et de l'égalité des droits, Goldsmith a déclaré : "C'est à notre ordre du jour, mais ce n'est pas le moment le plus propice pour en parler. Les exercices futiles ne nous intéressent pas. Nous devons changer le paysage politique et faire élire plus de femmes avant de réessayer" Smeal, cependant, a déclaré qu'il y avait "un souhait que NOW devienne plus franc, plus affirmé et plus actif publiquement sur un certain nombre de questions" et qu'elle était en faveur d'un programme national d'action directe dès maintenant "Cela ne peut pas attendre 10 ans de plus", a-t-elle dit. "Nous ne pouvons pas décider que nous le voulons et ne rien faire ensuite". Pour défendre ses méthodes, Goldsmith a déclaré : "Le bruit est peut-être bon, mais ce n'est pas seulement le niveau de décibels qui est entendu". Leurs méthodes étaient considérées comme très différentes et c'est ce qui a conduit à une bataille intense pour la présidence. Par exemple, les deux dirigeants ont abordé le terrorisme anti-avortement de manière différente. Goldsmith a envoyé un télégramme au président Reagan, exigeant une enquête, et a ensuite interpellé le président Reagan, lorsqu'elle n'a pas reçu de réponse, en disant aux journalistes ce qu'elle ressentait lors d'un piquet à la Maison Blanche Smeal, en revanche, a dirigé la première Marche pour la vie des femmes en 1986, qui a attiré plus de 150 000 personnes à Washington et à Los Angeles pour soutenir les droits reproductifs des femmes. Goldsmith croyait en la réalisation des objectifs de NOW par la politique, tandis que Smeal estimait que les rassemblements, les manifestations et les protestations étaient la meilleure méthode, comme l'illustre la déclaration de Smeal : " Il est temps de retourner dans les rues, d'aller sur les campus et de montrer que nous sommes la majorité " en 1985.
L'élection de 1985 fut houleuse et intense, mais Smeal l'emporta sur Goldsmith. Goldsmith était la présidente sortante qui cherchait à obtenir un second mandat, et les présidents de NOW avaient traditionnellement effectué deux mandats consécutifs de deux ans. Les membres du conseil national de NOW (35 membres) et les coordinateurs d'État ont soutenu Goldsmith dans une proportion de 2 contre 1, et elle semblait avoir plus de partisans lors des sessions plénières de la convention. Le SunSentinal a rapporté dans l'article de 1985 Smeal Wins Battle For Top NOW Post que "les facteurs contribuant à la victoire de Mme Smeal étaient les différences de personnalité entre les deux candidates, un échantillon de bulletin de vote défectueux, la décision de dernière minute d'un dirigeant de NOW d'appuyer Mme Smeal, un vote légal d'autocensure, la possibilité d'un vote par correspondance et la possibilité d'un vote par correspondance". Avant l'élection, on pensait que Goldsmith était en tête, mais Smeal a battu Goldsmith par une marge de 839 à 703. Le dernier discours de campagne de Goldsmith a peut-être été ce qui lui a fait perdre des voix, selon de nombreux observateurs, car elle "a attaqué son adversaire de manière inhabituelle dans un langage percutant, ce qui lui a fait perdre des voix". Elle a accusé Mme Smeal, entre autres, de "duplicité, d'assassinat de personnage et de mentalité politique de chef de guerre". Il a également été rapporté dans Smeal Wins Battle For Top NOW Post, que Goldsmith semblait essayer à la dernière minute de renverser son image de présidente qui préférait la formation de coalitions à celle d'une présidente qui pourrait être à l'aise avec le style combatif de son adversaire. Dans l'ensemble, l'élection de 1985 entre Goldsmith et non seulement son prédécesseur, mais aussi son mentor, s'est avérée être "l'une des élections présidentielles les plus passionnées des 19 ans d'histoire de la National Organization for Women".

## Retraite et héritage
Après avoir été présidente de NOW, elle a occupé divers postes de direction, notamment celui de doyenne de l'université du Wisconsin-Fond du Lac, avant de prendre sa retraite en 2002, tout en restant active. Aujourd'hui, l'université décerne le "Judy Goldsmith Young Woman Leadership Award" en son honneur. Tout en mettant à profit sa formation musicale, Judy joue aujourd'hui du piano dans une maison de retraite de Fond du Lac et pratique la danse de salon aussi souvent que possible.